# Distretto di Ricrán
Il distretto di Ricrán è uno dei trentaquattro distretti della provincia di Jauja, in Perù. Si trova nella regione di Junín e si estende su una superficie di  319,95 chilometri quadrati.